# Aralia glabrifoliolata
Aralia glabrifoliolata är en araliaväxtart som först beskrevs av C.B.Shang, och fick sitt nu gällande namn av Jun Wen. Aralia glabrifoliolata ingår i släktet Aralia och familjen Araliaceae. Inga underarter finns listade.